# Parafia Świętej Rodziny w Ramallah
Parafia Świętej Rodziny w Ramallah – rzymskokatolicka parafia znajdująca się w łacińskim patriarchacie Jerozolimy, w wikariacie jerozolimskim, w Palestynie.
Do 1948 Ramallah było całkowicie chrześcijańskie. Od tego roku do miasta przybyła duża liczba wypędzonych ze swoich domów przez izraelskich osadników muzułmanów.
Od 1858 łaciński patriarchat Jerozolimy prowadzi w mieście Al-Ahliyya College of Ramallah.